# Laverda S.p.A.

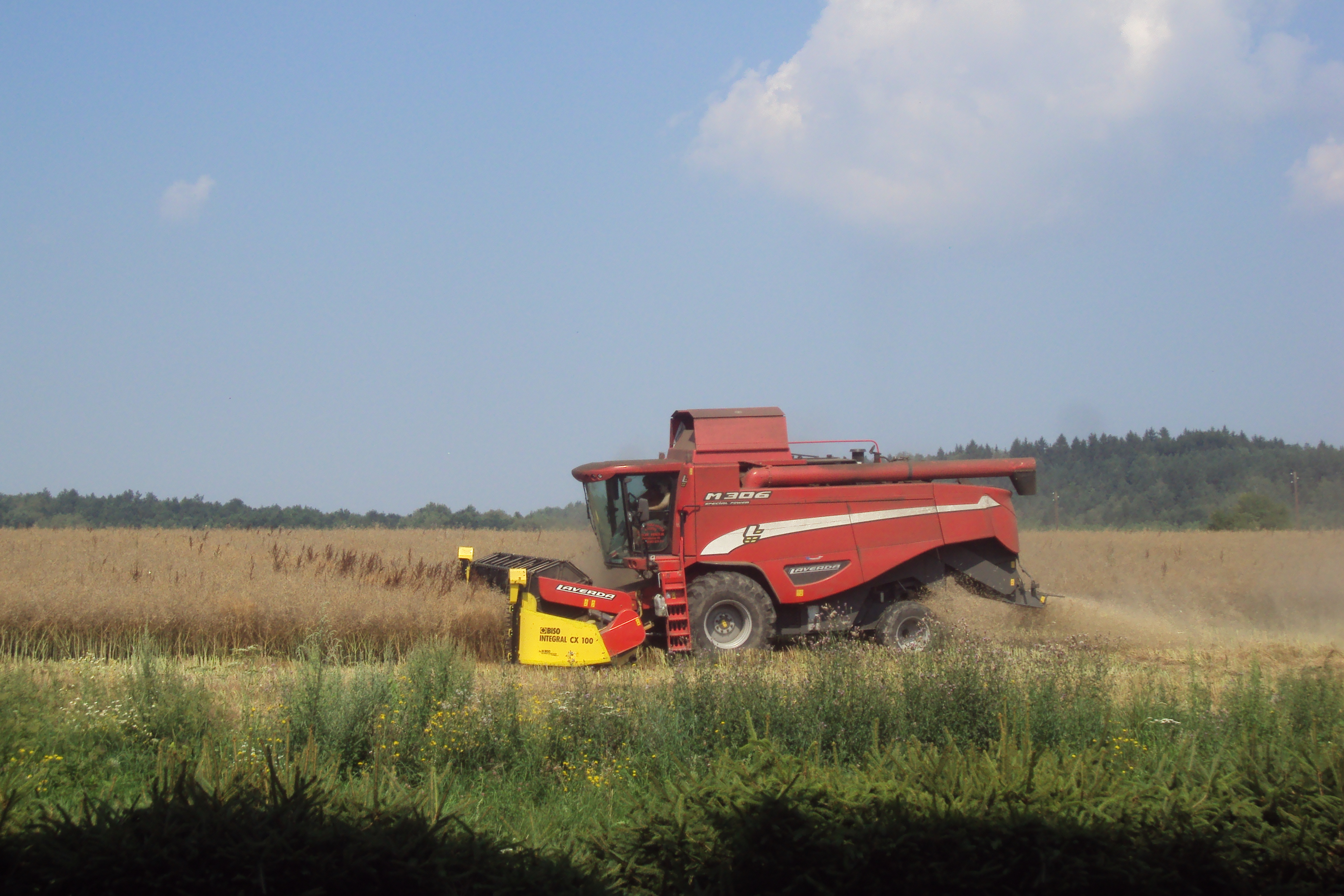
Laverda-Mähdrescher M306

Laverda AGCO S.p.A. ist ein italienischer Landmaschinenhersteller, der zum AGCO-Konzern gehört.

## Geschichte
Pietro Laverda gründete ursprünglich 1873 „Ditta Pietro Laverda“ in San Giorgio di Perlena (Provinz Vicenza), eine Werkstatt, die Geräte für Landwirte und Winzer sowie Turmuhren herstellte. Nach der Jahrhundertwende und dem Umzug nach Breganze fertigte das Unternehmen bereits im industriellen Charakter mit über 100 Mitarbeitern Geräte für die sich in der Mechanisierung befindliche Landwirtschaft. Nach dem Ersten Weltkrieg nahm das Unternehmen 1919 die Produktion wieder auf, 1930 übernahmen Pietro Laverdas Enkelsöhne Pietro Jr and G. Battista das Unternehmen von ihrem Großvater.
Mit dem Mähbinder-Modell „SL 6“ stieg Laverda 1938 erstmals in den Erntemaschinen-Sektor ein, 1947 stellte Laverda seinen ersten selbstfahrenden Mäher in Breganza her und 1956 wurde mit dem „M 60“ schließlich der erste italienische Mähdrescher hergestellt. 1977 übernimmt Fiat Trattori alle Aktien von Laverda S.p.A. 2001 musste Fiat Laverda, im Zuge der Gründung von CNH Global, an Argo SpA verkaufen. 2004 übernahm die Laverda SpA die deutschen Fella-Werke. Argo gründete 2007 ein gleichberechtigtes Joint-Venture mit der amerikanischen AGCO Corporation, in dem die Laverda S.p.A. und damit auch ihre deutsche Tochter Fella zusammengefasst war. Laverda produzierte bereits seit 2004 Mähdrescher für die AGCO-Marken Massey Ferguson, Fendt und Challenger.
Ende 2011 verkaufte ARGO seinen Anteil an AGCO, dadurch wurden sowohl Laverda als auch Fella zu 100-prozentigen Tochtergesellschaften der AGCO Corporation.
Mittlerweile firmiert das Unternehmen als Laverda AGCO S.p.A., meist wird als Kurzform AGCO S.p.A. verwendet. Die Vermarktung von Mähdreschern unter der Marke Laverda wurde eingestellt. In dem Werk werden nur noch Mähdrescher der Marken Fendt und Massey Ferguson hergestellt.

## Verbindung zur Motorradmarke
Francesco Laverda, der Enkel von Pietro Laverda, gründete am 13. Oktober 1949 in Breganze die Moto Laverda S.A.S. – Dottore Francesco Laverda e fratelli, die unter dem Markennamen Laverda Motorräder produzierte. Später firmierte das Unternehmen unter Moto Laverda S.p.A. (Società per Azioni = Aktiengesellschaft). 1987 ging die Firma die Insolvenz. 